# Kleingebiet Pacsa
Das Kleingebiet Pacsa (ungarisch Pacsai kistérség) entstand 2007 durch eine Verwaltungsreform aus Teilen der Kleingebiete Keszthely-Hévíz, Nagykanizsa und Zalaegerszeg. Es war bis zur Auflösung Ende 2012 eine ungarische Verwaltungseinheit (LAU 1) innerhalb des Komitats Zala in Westtransdanubien. Im Zuge der Verwaltungsreform von 2013 gelangten 14 der 20 Ortschaften (mit zusammen 7.884 Ew.) in den Kreis Zalaegerszeg, jeweils 3 in die Kreise Nagykanizsa (zusammen 1.365 Ew.) und Keszthely (zusammen 849 Ew.)
Ende 2012 lebten auf einer Fläche von 278,84 km² 10.098 Einwohner. Die Bevölkerungsdichte des Kleingebiets mit der niedrigsten Bevölkerungszahl war die zweitniedrigste (36) Im Komitat.
Der Verwaltungssitz befand sich in der einzigen Stadt Pacsa (1.676 Ew.). Die restlichen 19 Ortschaften hatten eine durchschnittliche Einwohnerzahl von 443 (auf je 13,48 km²).

## Ortschaften
| Alsórajk 2       | Bezeréd      | Búcsúszentlászló | Dióskál 1         | Egeraracsa 1    |
| Felsőrajk 2      | Misefa       | Nagykapornak     | Nemesrádó         | Nemessándorháza |
| Nemesszentandrás | Orbányosfa   | Pacsa            | Padár             | Pölöske         |
| Pötréte 2        | Szentpéterúr | Zalaigrice       | Zalaszentmárton 1 | Zalaszentmihály |

1 ab 2013 zum Kreis Keszthely ,
2 ab 2013 zum Kreis Nagykanizsa

Ortschaften ohne Zusatz wurden in den Kreis Zalaegerszeg übernommen